# Julie Berthelsen

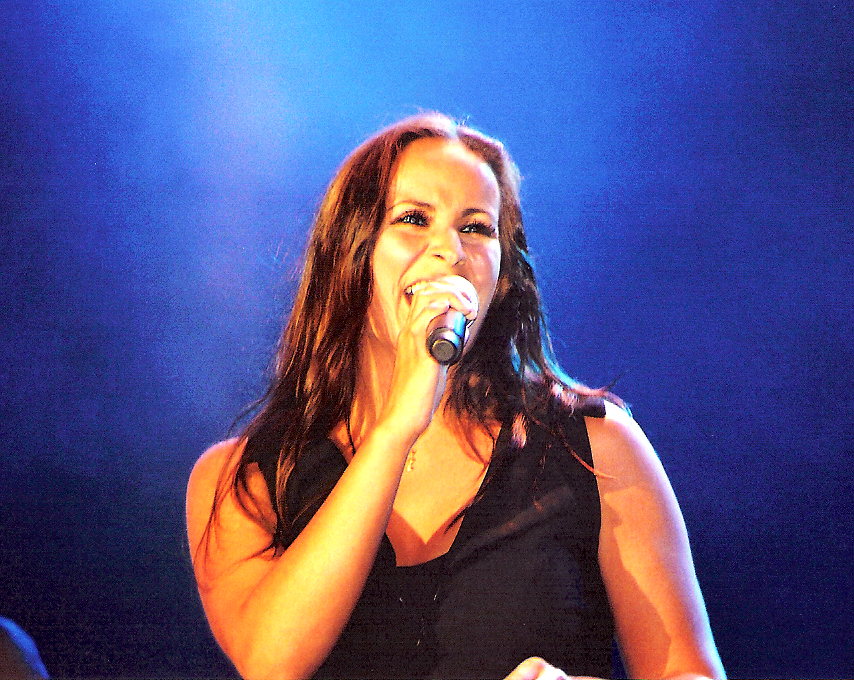
Julie Berthelsen (2007)

Julie Ivalo Broberg Berthelsen, verh. Dahl Høegh, auch bekannt als Julie (* 7. Juni 1979 in Aarhus, Dänemark) ist eine grönländische Sängerin, Fernsehmoderatorin und Schauspielerin.

## Leben und Karriere

### Familie
Julie Berthelsen wurde als Tochter der Grönländerin Helene Broberg (* 1953) und eines Dänen in Dänemark geboren. Ihre Eltern ließen sich kurz nach ihrer Geburt scheiden, woraufhin sie mit ihrer Mutter und ihrer Schwester erst nach Qeqertarsuaq und dann nach Nuuk zog. Als sie neun Jahre alt war, heiratete ihre Mutter 1988 den Musiker und Politiker Per Berthelsen (* 1950), woraufhin sie seinen Nachnamen annahm.
Julie war fünf Jahre lang mit dem Handballspieler und Neffen des Premierministers Jonathan Motzfeldt, Hans Peter Motzfeldt-Kyed (* 1975) liiert. Sie ist seit 2008 mit dem Handballer Minik Dahl Høegh (* 1985) zusammen, Sohn von Kenneth Høegh (* 1966) und Pitsi Høegh (* 1964), mit dem sie den die beiden Kinder Casper Nanoq (* 2012) und Sia Star (* 2015) hat. Beide sind seit dem 5. Juli 2019 verheiratet.

### Karrierebeginn
Julie Berthelsen begann mit 11 Jahren mit dem Singen und trat als 15-Jährige bei einem Reunion-Konzert der Band ihres Vaters, Sumé, als Backgroundsängerin auf. Von 1995 bis 1998 besuchte sie das Gymnasium in Nuuk, wo sie die zwei Jahre ältere Nina Kreutzmann Jørgensen kennenlernte. Beide gründeten 1998 die Band Nuna gemeinsam mit Ninas späterem Ehemann Malik Hegelund Olsen und Julies damaligem Partner Nuka V. Berthelsen. Noch im selben Jahr beteiligten sie sich gemeinsam mit Ole Kristiansen an Silamiuts Musical Sarsuasut („Die Vorbeiströmenden“) und gaben die Lieder anschließend auf CD heraus, welche ein großer Erfolg wurde. Anschließend ging die Gruppe auf Tournee. Ebenfalls 1998 zog Julie nach Beendigung des Gymnasiums nach Norwegen, wo sie Musik und Theater an der Folkehøjskole in Ringerike studierte. Nach einem Jahr zog sie in ihre Geburtsstadt zurück, um dort an der Universität Aarhus Medizin zu studieren. Im Jahr 2000 beteiligte sie sich gemeinsam mit anderen bedeutenden grönländischen Sängerinnen, darunter Nina und Nukâka Coster-Waldau, an der CD Zedna, die die erfolgreichste Musikproduktion des Jahres in Grönland wurde.

### Musikalischer Höhepunkt
2002 wurde Julie Berthelsen in Dänemark bekannt, als sie an der dänischen Version der Fernsehshow Popstars teilnahm. Sie erreichte den zweiten Platz hinter Jon Nørgaard und startete anschließend eine erfolgreiche internationale Karriere. 2003 veröffentlichte sie ihr Debütalbum Home, das sich 90.000 Mal verkaufte. Im selben Jahr wurde sie mit dem grönländischen Kulturpreis ausgezeichnet. Zudem erhielt sie für das Album die Auszeichnung als Dänische Sängerin des Jahres, Dänischer Newcomer des Jahres und Dänische Popveröffentlichung des Jahres bei den Danish Music Awards 2004, was einen Rekord darstellte. Außerdem trat sie vor einer Rekordkulisse von 50.000 Gästen am Grönlandtag des Tivoli auf.
Bereits 2004 gab sie ihr zweites Album Julie heraus, 2007 erschien Asasara („Mein(e) Liebe(r)“) und 2009 Lige nu („Genau jetzt“). Auf diesen Alben sang sie meist auf Dänisch oder Englisch und nur in geringem Maße auf Grönländisch.
2004 trat sie auf Schloss Christiansborg anlässlich der Hochzeit des dänischen Kronprinzen Frederik mit Mary Donaldson auf. 2008 war sie Teil des White Concert, das zum 40. Jahrestag des Erscheinens des Weißen Albums der Beatles gegeben wurde, wo sie mit ihrer Interpretation von Ob-La-Di, Ob-La-Da beitrug. 2009 nahm sie die Rolle der Nivi in Otto Rosings Film Nuummioq ein, der als der erste grönländische Spielfilm gilt.

### Karriere im Fernsehen
2010 trat sie in Dänemark bei der Fernsehshow Allstars an, bei der vier Gruppen aus zwei Solisten jeweils einen Chor leiten sollten. Julie trat gemeinsam mit Nina und einem grönländischen Chor an und konnte den Wettbewerb gewinnen, wofür sie 250.000 kr. als Spende für einen wohltätigen Zweck erhielten. Sie war zudem Moderatorin des Dansk Melodi Grand Prix 2010 und moderiert jährlich Julehilsen til Grønland im dänischen Fernsehen. Auch 2010 veröffentlichte sie ihr bisher letztes Album Closer, das sowohl englische, dänische als auch grönländische Lieder enthält.
2010 wurde sie als eine von 20 Grönländern in Linga Ribers Buch Kalaallit Nunaat: Silarsuaq eqqarsaatigisatsitut ippoq („Grönland: Die Welt ist, wie wir sie denken“) porträtiert. 2015 veröffentlichte sie das Buch Sund Balance mit Tipps für gesunde Ernährung und Lebensführung. Ein weiteres Porträt erschien 2016 in Lise Ravns Hörbuch Glimt af Grønland: Min barndom i Grønland („Ein Schimmer Grönland: Meine Kindheit in Grönland“). 2018 und 2019 sprach sie die Hörbücher für Camilla Grebes Husdyret und Skyggejægeren ein.
Gemeinsam mit Nina nahm Julie mit dem englisch-grönländischen Lied League of Light am  Dansk Melodi Grand Prix 2019 teil, wo sie den zweiten Platz hinter Leonora erreichten, die Dänemark somit beim Eurovision Song Contest 2019 vertreten durfte. Beim Dansk Melodi Grand Prix 2020 fungierte sie als Jurymitglied.

## Diskografie
Alben
- 2003: Home
- 2004: Julie
- 2006: Asasara
- 2009: Lige Nu
- 2010: Closer